# Heiko Daxl

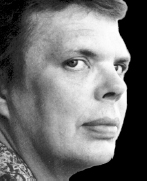
Heiko Daxl

Heiko Daxl (* 21. September 1957 in Oldenburg, Niedersachsen; † 21. Mai 2012 in Berlin) war ein deutscher Medienkünstler, Ausstellungskurator, Galerist sowie Design- und Kunstsammler.

## Leben
Daxl wuchs bis 1976 in Varel, Dangast am Jadebusen und Neuenburg (Friesland) am Neuenburger Urwald auf. Während der Schulzeit am Lothar-Meyer-Gymnasium in Varel und gelegentlichen Ausflügen nach Jever kam er in Berührung mit dem Medium Film und hieraus entwickelte sich eine Beziehung, die ausschlaggebend für seinen weiteren Lebensweg sein sollte. Nach dem Abbruch des Studiums der Architektur, der Urbanistik, Raumforschung / Raumplanung an der TU Braunschweig (1978), wechselte er an die Universität Osnabrück, die damals den deutschlandweit einmaligen Studiengang Kommunikation und Ästhetik anbot. Hier studierte er Medienwissenschaft bei Joachim Paech, Werner Faulstich, Walter Fähnders, Peter von Rüden, Ingo Petzke und Wolfgang Becker sowie Kunstwissenschaft bei Franz-Joachim Verspohl, Walter Grasskamp, Lothar Knapp und Jutta Held. Er erhielt 1985 den Magister artium. Weitere Stationen seines Studiums waren Germanistik und Literaturwissenschaft an der TU Berlin und Kunstgeschichte an der Universität Zürich.

## Arbeit und Werk
Das Interesse für „Bewegte Bilder“ stand immer im Zentrum seiner Arbeit und so gründete er zusammen mit anderen 1980 unter der Leitung von Ingo Petzke den Experimentalfilm-Workshop Osnabrück, ein jährliches Festival für experimentelle Filmkunst, welches sich 1988 zum European Media Art Festival (EMAF) weiterentwickelte. Daxl war bis 1992 maßgeblich an der Profilierung dieses weltweit bedeutenden Forums für Medienkunst beteiligt. Von 1990 bis 1991 edierte er zusammen mit Evgenija Dimitrieva und Keiko Sei die zehnte und letzte Ausgabe des von Gábor Bódy initiierten Internationalen Videokunstmagazins Infermental in Skopje-Osnabrück.
Durch seine Arbeit im internationalen Kulturaustausch in mehr als 50 Ländern für das Goethe-Institut lernte er 1988 seine spätere Ehefrau und Partnerin Ingeborg Fülepp in Den Haag kennen. Sie heirateten 1990 in Zagreb, damals Sozialistische Föderative Republik Jugoslawien heute Kroatien. Beide etablierten dann dort ab 1991 noch während des Krieges in Kroatien die Ausstellungsreihe Media-Scape mit internationaler Medienkunst zunächst am Mimara-Museum und danach am Museum für Zeitgenössische Kunst in Zagreb (bis 1999) und seit 2005 zusammen mit Jerica Ziherl in der Galerija Rigo und Muzej Lapidarium in Novigrad (Cittanova) in der kroatischen Region Istrien. Im Jahre 2006 wurde diese Programmreihe in Zusammenarbeit mit Noam Braslavsky unter dem Titel Strictly Berlin in der Galerie der Künste (GdK) um den Standort Berlin erweitert.
Heiko Daxl und Ingeborg Fülepp arbeiteten seit 1990 auch unter dem Namen mediainmotion und dafü® zusammen auf den Arbeitsfeldern Film, Video, interaktive Multimediaprojekte, Digitalkunst, Videokunst, Videoinstallationen und Kunstvermittlung.
Neben ihrem eigenen künstlerischen Œuvre, ihrer Lehrtätigkeit und ihrer Mitarbeit am Studio für Elektroakustische Musik der Akademie der Künste (Berlin) (1995–2002) haben sie im Rahmen von Konzerten und Theateraufführungen auch mit zahlreichen zeitgenössischen Komponisten zusammengearbeitet. Musik und Klangerzeugung sind integraler Bestandteil der Arbeit von Daxl und Fülepp. Wenn etwa in der Zusammenarbeit mit den experimentellen Noise (Musik) Komponisten Dror Feiler, Masami Akita (Merzbow), Zbigniew Karkowski und Elliott Sharp die Musik an die Grenzen der Erträglichkeit reicht, findet sie im geschnitten visuellen Fundus aus technischen Fehlern, Bildzusammenbrüchen und Stakkato-Rhythmen ihre filmische Entsprechung. Die Kooperationen mit Georg Katzer, Mona Mur, Steve Roach, Gerhard Stäbler/Ensemble Modern, Bert Wrede, Tobias PM Schneid, Valerio Pizzorno, Igor Kuljeric und Mario Verandi haben hingegen eher eine getragene Stimmung und einen assoziativ erzählerischen Charakter.
„Seit 1991 arbeiten sie (Daxl und Fülepp) gemeinsam als Künstlerpaar. Sie haben eine Vielzahl von Werken geschaffen, die ihre Experimentierfreude belegen und die sich stets in den Grenzgebieten des noch Unbekannten bewegen. Sie erkunden mit neuen Technologien andere und unbekannte optische und akustische Phänomene. Die Sinne, sowohl Hören, Sehen und Fühlen, werden stets ganz bewusst angesprochen und mit ihnen die Wahrnehmung des Betrachters irritiert. Daxl und Fülepp zeigen neue Wege der künstlerischen Auseinandersetzung mit technischen Möglichkeiten, die Klänge und abstrakte Bilder erzeugen, welche den Betrachter zu einer ganzheitlichen Aufnahme zwingen. Es geht ihnen darum, den Rezipienten dazu zu bringen, über die Realität nachzudenken, die ihm künstlich und auf technischem Wege vermittelt wird.“ (Barbara Barsch)
Ab 2008 war Daxl in dem von der Europäischen Union kofinanzierten Projekt X-OP – Exchange of Art Operators and Producers zwischen Helsinki und Istanbul tätig.

## Ausstellungen (Auswahl)
Neben Ausstellungen und Festivalbeteiligungen in Europa, Amerika, Asien und Australien entstanden u. a. Auftragsarbeiten für Museen und verschiedene Institutionen in ganz Europa.
- 1980 Oberhausen (D): Westdeutsche Kurzfilmtage
- 1981 Osnabrück (D): Internationaler Experimentalfilm Workshop (K/C)
- 1982 Berlin (D): Interfilm Berlin
- 1983 Stuttgart (D): Super-Acht

Osnabrück (D): Internationaler Experimentalfilm Workshop (K/C)
Bonn (D): Kurzfilm Festival (K/C)
- 1984 Köln, Marl (D): Adolf-Grimme-Institut und WDR

Retrospektive: German Experimental Film 1980–84, Goethe-Institute weltweit (K/C)
München (D): Retrospektive: Super-8-Film in Deutschland
- 1985 Montreal (CDN): Retrospektive de films super 8 allemands (K/C)

Osnabrück (D): Internationaler Experimentalfilm Workshop (K/C)
- 1986 München (D): Goethe-Institut, Film und Werbung (K/C)
- 1987 Ann Arbor (USA): The Kraut Show (K/C)

Berlin (D): Interfilm (K/C)
Belgrad (YU): Alternativ Film & Video (K/C)
- 1988 London (GB): Film/Video/Lecture, Film Makers COOP,

Budapest (H): Deutsche Kulturwoche (K/C)
Osnabrück (D): European Media Art Festival (K/C)
Luzern (CH): VFIPER 88 (K/C)
- 1989 Ohrid (YU): Internationale Video-Kolonie

Linz (A): Installation Pool Processing, Ars Electronica (K/C)
Ljubljana (YU): Video Bienale im Cankarjev dom (K/C)
- 1990 Paris (F): Grand Canal (K/C)

Retrospektive: The German Experimentalfilm 1980-1990, Goethe-Institute weltweit
Groningen (NL): Time, Space, Light (K/C)
Helsinki (SF): MUU-ARK (K/C)
Athen (GR): 1st European Meeting on Art & Technology
HongKong: H.K. Arts-Center,
- 1991 Madrid (E): ARCO (K/C)

Oberhausen: 37. Internationale Kurzfilmtage Oberhausen (K/C)
Győr (H): 8. internationales Film & Videofestival (K/C)
Arnhem (NL): Audio-Visual-Experimentaal AVE (K/C)
- 1992 Berlin: Videofest, Akademie der Künste (K/C)

Kopenhagen (DK), International Film & Video Festival (K/C)
Singapore, Option Publications
Sydney (AUS), TISEA, Royal Gallery of New South Wales (K/C)
Melbourne (AUS), Experimenta-Biennale, Center for Contemporary Art
- 1993 Sydney (AUS), Museum of Contemporary Art

Zagreb (HR), Muzej Mimara (Mimara-Museum)
- 1994 Long Beach (USA): Museum of Contemporary Art

New York (USA): The Kitchen
Berlin (D), Irrton – Festival für Virtuelle Irritation (K/C)
Osnabrück (D), European Media Art Festival (K/C)
- 1995 Kunstverein Hamburg, Dagegen, Dabei (K/C)
- 1996 Vigo (ES), Ciudad de Video

Berlin, Sonambiente – internationale Klangkunst zur 300-Jahr-Feier der Akademie der Künste, ehem. Staatsratsgebäude der DDR (K/C)
Budapest (H), C3 (Concepts of Happiness)
Berlin, Inselmusik Klanggalerie im Sender Freies Berlin (SFB) (K/C)
- 1997 Berlin, Galerie Schwarzenberg,  tat.bestaende

Drewen (D) Internationales Kunstzentrum und Akademie der Künste Berlin, Landschaft Heute (K/C) (CD-Rom)
Graz (A), Biennale für Film und Architektur (K/C)
- 1998 Berlin, Transmediale (Podewil) (K/C)

Stuttgart, Eklat-Festival für Neue Musik (K/C)
Darmstadt (D) Darmstädter Ferienkurse für neue Musik, (K/C)
Napoli (I), Berlinapoli Goethe-Institut
Berlin, Alter Marstall Ceterum Censeo
- 1999 Berlin, zeitkratzer, zeitkratzer, Podewil-Zentrum für aktuelle Künste

Zagreb (HR), Mala Promjena (K/C)
Duisburg, Lehmbruck-Museum, Voix-Time im Rahmen der IBA 1999
Stockholm (S), Replika Theater-Festival (K/C)
Neapel (I), Goethe-Institut Berlinapoli2
- 2000 Hamburg, Budge-Palais, Totenfloss

Palermo (I) L'immagine leggera, International Film and Video Art (K/C)
Budapest (H) Mücszarnok (Kunsthalle)
Berlin, Kunsthaus Tacheles, Berlinapoli
Zagreb (HR), ZagrebForum 2000+
Berlin, zeitkratzer, Podewil-Zentrum für aktuelle Künste
Rennes (F), Transmusicales.
Kyoto (J), Media Art Week
Athen (GR), Medi@terra, (K/C)
Karlsruhe (D), International Media Art Award, Zentrum für Kunst und Medientechnologie (ZKM) (K/C)(DVD)
- 2001 Osnabrück, European Media-Art Festival (K/C)

Zwickau, Städtisches Museum (K/C) (CD-Rom)
Rendsburg, Büchner-Fest, Landestheater Schleswig-Holstein (K/C)
Skopje (MAK), Dialog, National-Galerie (K/C)
- 2002 Dortmund (D) Ruhrfestspiele (K/C)

Osnabrück (D), Kulturhistorisches Museum / Felix-Nussbaum-Haus (K/C)
- 2003 Berlin (D), Spannwerk Lange Nacht der Museen (K/C)

München (D), Gasteig, A•DEvantgarde (K/C)
Berlin (D), Paradies, Tiefbunker Alexanderplatz (K/C)
- 2004 Berlin (D) Neuer Berliner Kunstverein Konjunktive Beziehungen

Berlin (D) Künstlerhaus Bethanien Paradies (K/C)
München (D), Opernfestspiele, Bayerische Staatsoper Un-akademische Konzerte in der Reaktorhalle (K/C)
Barcelona (ES), Loop-Media Art Fair
- 2005 München (D), Kultstation WhiteBox, All About Berlin – Inszenierte Bildwelten – Befragung der Realität – Heute

Novigrad (HR) Galerija RIGO, Glazbena Grafika (K/C)
Zagreb (HR) Museum of Contemporary Art: Insert, Retrospektive of Croatian Video Art
- 2006 Karlsruhe (D), ZKM – Zentrum für Kunst und Medientechnologie, Infermental – Videovokabular der 80er Jahre

Rijeka (HR) Museum of Contemporary Art: Insert
Zagreb (HR), Galerija SC
- 2007 Berlin (D), Akademie der Künste, transmediale 07

Berlin (D), GDK – Galerie der Künste, 007 – Strictly Berlin
Berlin (D), Neue Nationalgalerie Gesichter des 19. Jahrhunderts im Rahmen der Ausstellung Meisterwerke des Metropolitan Museum of Art, New York
- 2008 Novigrad (HR), Muzej – Museo Lapidarium, Mediascape – Beyond Horizon

Berlin (D), GdK Galerie der Künste, 008 Strictly Berlin Between Fiction and Fact
Berlin (D) Projektraum Deutscher Künstlerbund, Sample #1
Berlin (D) Directors Lounge, Poetry in Motion
Berlin (D), Concentart, Wa(h)re Kunst
- 2010 Berlin (D), Max-Liebermann-Villa am Wannsee, 100 Jahre Villa und Garten

## Kuratorische Arbeit (Auswahl)
- 1980 Experimentalfilm Workshop, Osnabrück (bis 1987)
- Seit 1985 Planung/Organisation von Medien-Festivals, Seminare zur Medienkunst, Reihen mit Filmen und Videos für Festivals und Museen. Arbeit für Goethe-Institute.
- 1987 Kurator beim European Media Art Festival, Osnabrück (bis 1992)
- 1988 Deutscher Experimentalfilm, Ungarisch-Deutsche Kulturwochen, Budapest
- 1990 Japanese Media Art – Now, Präsentationsreihe und Ausstellung in Zusammenarbeit mit Japan Foundation, Tokyo

Computer und Video, Ausstellungsreihe in Zusammenarbeit mit A-Space Gallery, Toronto
Deutscher Experimentalfilm/Video der Achtziger Jahre, Goethe-Institut Singapur, Movel-Fund Manila, Hongkong Arts Center
- 1991 Kurator/Editor von Infermental 10, internationales Videokunstmagazin, Osnabrück – Skopje – Budapest

Infermental, ARCO, Madrid
Infermental, Olympisches Museum, Sarajewo
Künstlerischer Direktor von Media-Scape (int. Symposium für Kunst und Medien), Zagreb (bis 2000)
- 1992 Ausstellungsreihe The Antipode Media-Art – Deutsche Medienkunst in Melbourne, Sydney, Perth und Hobarth
- 1993 The Integration of Technology, Museum Mimara, Zagreb. (mit Ingeborg Fülepp)
- 1994 Open Traditions – Media in Historical Contexts, Multi Media Centar Zagreb. (mit Ingeborg Fülepp) (bis 2002)
- 1995 Projektentwicklung am Studio für elektroakustische Musik/Audio-visuelle Medien der Akademie der Künste Berlin

Turbulences of Transitions, Ausstellung und Symposium für Kunst, Medien und Kultur, Haus der Kunst, Zagreb. (mit Ingeborg Fülepp)
- 1996 Conditions & Inventions, Museum für Zeitgenössische Kunst, Zagreb (mit Ingeborg Fülepp)
- 1997 Film+Arch – Biennale für Architektur und Film, Graz (mit Ingeborg Fülepp, Charlotte Pöchhacker und Günther Minas)

Control.Shift.Escape, Museum für Zeitgenössische Kunst, Zagreb (mit Ingeborg Fülepp)
- 1998 @home, Museum für Zeitgenössische Kunst, Zagreb (mit Ingeborg Fülepp)

Berlin Collection Transmediale Berlin, Goethe-Institut Neapel
- 1999 Sound, Space, Object, Image, Museum für Zeitgenössische Kunst, Zagreb (mit Ingeborg Fülepp)
- 2000 Event Horizon, Museum für Zeitgenössische Kunst, Zagreb (mit Ingeborg Fülepp)
- 2003 Layers of Water, Insel Vis (mit Ingeborg Fülepp und Alfred Banze)
- 2005 Projektentwicklung und Ausstellungskonzepte für Staatliche Museen Berlin / Preußischer Kulturbesitz, Berlin (mit Ingeborg Fülepp)

Tuned Graphics, Galerija Rigo, Novigrad (mit Ingeborg Fülepp, Jerica Ziherl und Niksa Gligo)
- 2006 Strictly Berlin 2000–2006, Galerie der Künste Berlin (mit Ingeborg Fülepp)

Sehnsucht Inc., Schloss Alden Biesen, Bilzen (mit Peter Pollers)
Mediascape – Permutations 1, Galerija Rigo, Novigrad (mit Ingeborg Fülepp, und Jerica Ziherl)
- 2007 Strictly Berlin – Targets of Opportunity, Galerie der Künste Berlin (mit Ingeborg Fülepp)

Mediascape – Permutations 2, Muzej-Museo Lapidarium, Novigrad (mit Ingeborg Fülepp, Jerica Ziherl und Niksa Gligo)

## Schriften
- Heiko Daxl: Musik des Lichts, in: Ingo Petzke (Hg.): Das Experimentalfilm-Handbuch, Schriftenreihe des deutschen Filmmuseums, Frankfurt am Main 1989